# Бережанський повіт (ЗУНР)
Бережанський повіт — адміністративна одиниця у складі ЗУНР, після її анексії — у складі Польщі та СРСР. Адміністративний центр — Бережани, де мешкали 11 023 осіб.
Сучасний Бережанський і Козівський райони у складі Тернопільської області України.

## У складі ЗУНР
Повіт входив до Тернопільської військової області ЗУНР. Повітовим комісаром був судовий радник Іван Масляк, а голової Повітової УНРади Тимотей Старух. Міським комісаром Бережан був обраний професор гімназії Осип Насельський, його змінив Олександер Бородайко, директор; далі — Тимотей Старух, селянин із Золотої Слободи, колишній жандарм (УНДП). Міським комісаром Козови був обраний нотаріус Володимир Лібман.
Делегатами до УНРади були обрані: від міста Бережан прокурор Лев Петрушевич (УНДП); від повіту — Роман Глушко.

## Під польською окупацією
Після українсько-польської війни в 1919 році був окупований Польщею.
Включений до складу Тернопільського воєводства Польської республіки після утворення воєводства у 1920 році на окупованих землях ЗУНР.

### Розташування
Бережанський повіт розташований на заході воєводства, близько до його центру. Межував на заході зі Станиславівським воєводством, на півночі — зі Зборівським і Перемишлянським повітами, на сході — з Тернопільським повітом, на півдні — з Підгаєцьким повітом.
Рельєф переважно гористий — повіт перетинало рельєфне утворення Опілля.

### Адміністративний поділ

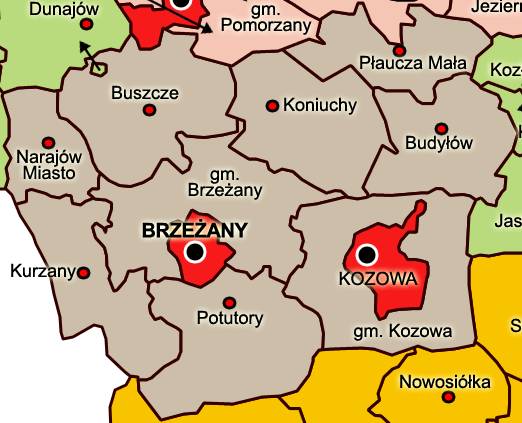
Бережанський повіт

1 липня 1925 р. гміну (самоврядну громаду) Козлів вилучено з Бережанського повіту і включено до Тернопільського.
1 квітня 1930 р. вилучена частина гміни Козова площею 247,74 га і включена до гміни Теофіпілка.
15 червня 1934 р. села Городище, Дмухівці та Слобідка передані з Бережанського повіту до Тернопільського, натомість до Бережанського повіту з Підгаєцького передано села Щепанів і Вівся.
За розпорядженням міністра внутрішніх справ Польщі від 14 липня 1934 року «Про поділ повіту Бережанського у воєводстві Тернопільському на сільські ґміни», 1 серпня 1934 року у Бережанському повіті були утворені об'єднані сільські ґміни (відповідають волостям).

#### Міста (Міські ґміни)
1. м. Бережани
2. містечко Козова — місто з 1934 р.

#### Сільські ґміни
Кількість:
- 1920—1925 рр. — 72
- 1925—1934 рр. — 71
- 1934 рр. — 70
- 1934—1939 рр — 9

| Об'єднані сільські ґміни 1934 року | Об'єднані сільські ґміни 1934 року | Старі сільські ґміни | Кількість |
| ---------------------------------- | ---------------------------------- | --- | --------- |
| 1                                  | Ґміна Бережани                     | Баранівка, Гиновичі, Жуків, Комарівка, Куропатники, Лісники, Лапшин, Рай, Шибалин                                                 | 9         |
| 2                                  | Ґміна Біще                         | Біще, Вербів, Двірці, Дрищів, Краснопуща, Пліхів, Поручин, Поточани, Рекшин, Стриганці, Урмань                                    | 11        |
| 3                                  | Ґміна Будилів                      | Будилів, Вимислівка, Каплиці, Медова, Олесине, Плотича, Таурів, Якубівці                                                          | 8         |
| 4                                  | Ґміна Козова                       | Вівся (з 15.06.1934), Вікторівка, Дибще, Геленки, Золота Слобода, Куропатники, Козівка, Криве, Щепанів (з 15.06.1934), Теофіпілка | 10        |
| 5                                  | Ґміна Конюхи                       | Бишки, Вибудів, Конюхи, Потік, Ценів                                                                                              | 5         |
| 6                                  | Ґміна Куряни                       | Вілька, Гутисько, Демня, Куряни, Мечищів, Надорожнів, Підвисоке, Рогачин-місто, Рогачин-село                                      | 9         |
| 7                                  | Ґміна Мала Плавуча                 | Августівка, Велика Плавуча, Глинна, Золочівка, Мала Плавуча, Хоробрів, Хоростець                                                  | 7         |
| 8                                  | Ґміна Нараїв-Місто                 | Нараїв-Місто, Нараїв-Село | 2         |
| 9                                  | Ґміна Потутори                     | Вільховець, Жовнівка, Котів, Літятин, Посухів, Потутори, Рибники, Саранчуки, Тростянець                                           | 9         |
| передано до Тарнопільського повіту | передано до Тарнопільського повіту | Козлів (до 01.07.1925), Городище (до 15.06.1934), Дмухівці (до 15.06.1934), Слобідка (до 15.06.1934)                              | 4         |

* Виділено містечка, що були у складі сільських ґмін та не мали міських прав.

### Населення
У 1907 році українці-грекокатолики становили 61 % населення повіту.
У 1939 році в повіті проживало 112 540 мешканців (72 335 українців-грекокатоликів — 64,27 %, 16 345 українців-латинників — 14,52 %, 11 755 поляків — 10,45 %, 4 550 польських колоністів міжвоєнного періоду — 4,04 %, 7 475 євреїв — 6,64 % і 80 німців та інших національностей — 0,07 %).
Публіковані польським урядом цифри про національний склад повіту за результатами перепису 1931 року (з 103 824 населення ніби-то було аж 48 168 (46,39 %) поляків при 51 757 (49,85 %) українців, 3 716 (3,58 %) євреїв і 6 (0,0 %) німців) суперечать шематизмам і даним, отриманим від місцевих жителів (див. вище), та пропорціям за допольськими (австрійськими) і післяпольськими (радянським 1940 та німецьким 1943) переписами.

## Радянський період
27 листопада 1939 р. повіт включено до новоутвореної Тернопільської області.
17 січня 1940 р. повіт ліквідовано в результаті поділу території на Бережанський і Козівський райони.